# Val des Vignes
Val des Vignes is een gemeente in het Franse departement Charente (regio Nouvelle-Aquitaine). De gemeente maakt deel uit van het arrondissement Cognac. Val des Vignes is op 1 januari 2016 ontstaan door de fusie van de gemeenten Aubeville, Jurignac, Mainfonds en Péreuil. De gemeente telde 1.358 inwoners op 1 januari 2022.

## Geografie
De oppervlakte van Val des Vignes bedroeg op 1 januari 2022 50,66 vierkante kilometer; de bevolkingsdichtheid was toen 26,8 inwoners per km².
De onderstaande kaart toont de ligging van Val des Vignes met de belangrijkste infrastructuur en aangrenzende gemeenten.

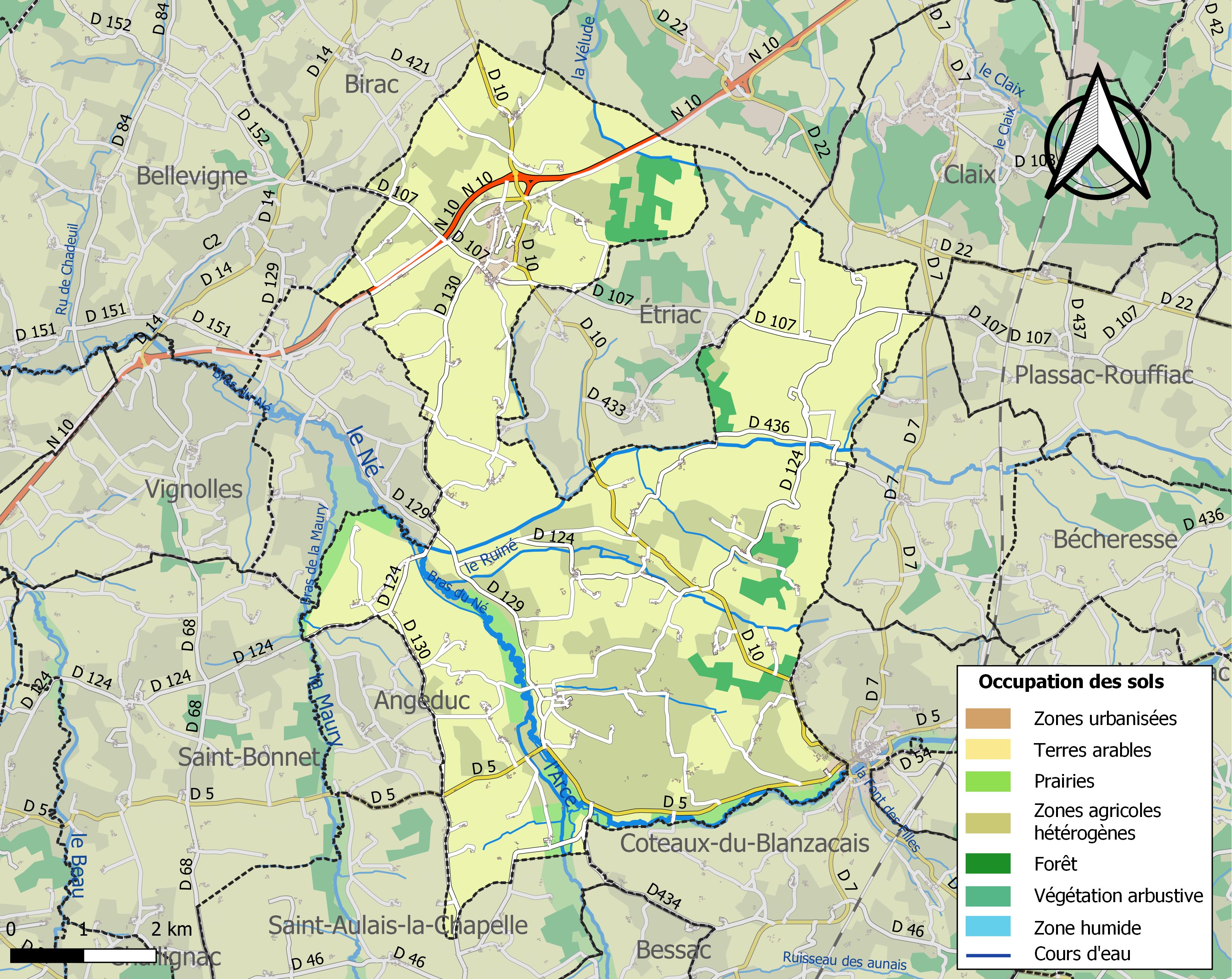